# Escapardenne Lee Trail

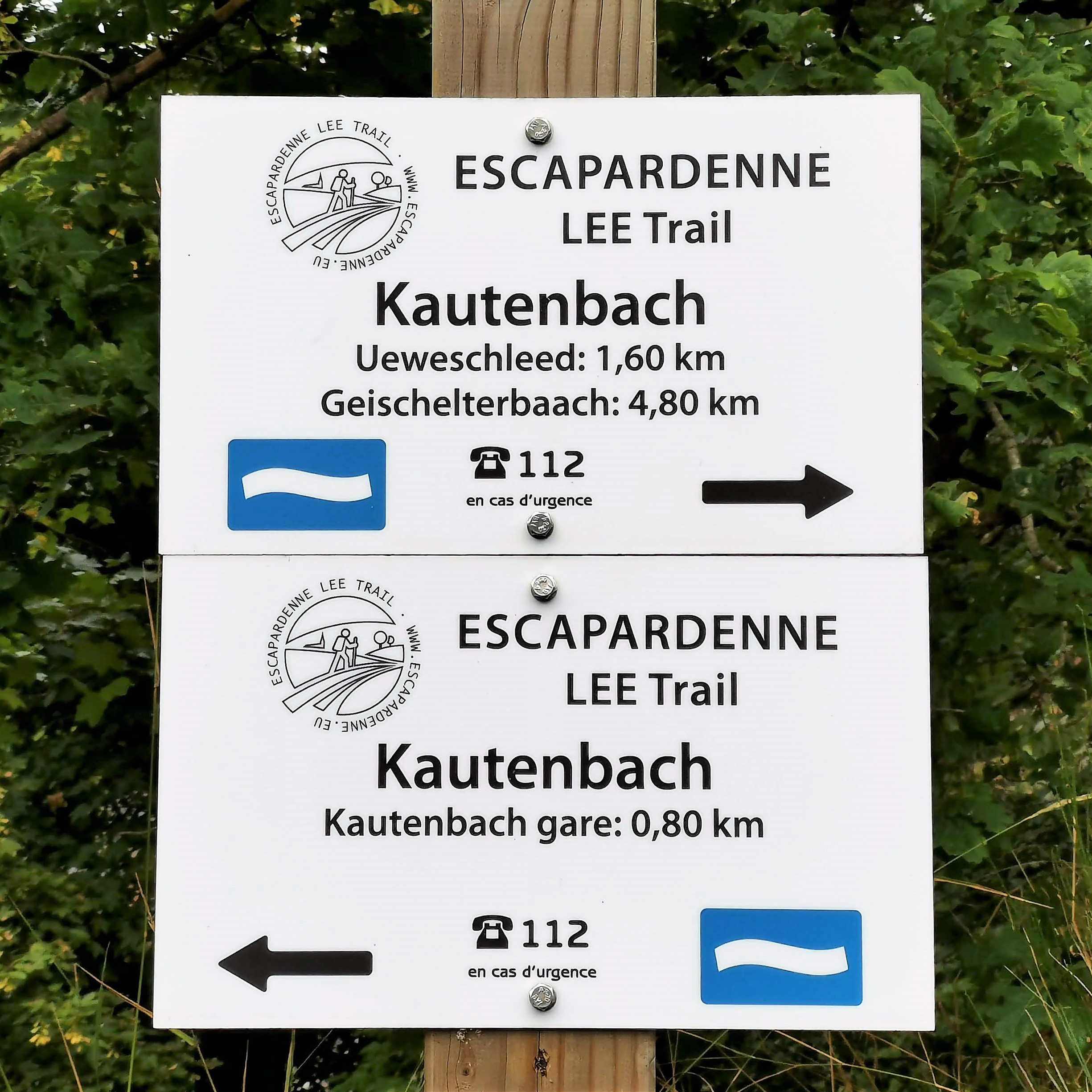
Escapardenne Trail

De Escapardenne Lee Trail is een langeafstandswandelpad in de Ardennen in België en Luxemburg. De naam Lee is Luxemburgs voor rotsachtige bergkam. De Escapardenne Lee Trail loopt over 53 kilometer van Ettelbruck naar Kautenbach. Het pad is bewegwijzerd met een blauwe rechthoek met daarop een wit golfje. Het pad sluit aan op de Escapardenne Eisleck Trail.